# 魯德卡-科津西卡
50°56′18″N 25°9′45″E / 50.93833°N 25.16250°E
魯德卡-科津西卡（烏克蘭語：Рудка-Козинська），是烏克蘭的村落，位於該國西部沃倫州，由盧茨克區負責管轄，始建於1315年，面積0.24平方公里，海拔高度187米，2001年人口752，人口密度每平方公里3,186.44人。